# حسین دوستدار
حسین دوستدار (زاده ۱ بهمن ۱۳۷۰) بازیکن فوتبال اهل ایران است.
وی سابقه عضویت در تیم‌هایی همچون ذوب‌آهن، گیتی‌پسند، ماشین‌سازی، صنعت نفت آبادان، گل‌گهر سیرجان، نفت مسجدسلیمان، بادران و خوشه طلایی را در کارنامه دارد.